# Saïmoni Vaka
Pour les articles homonymes, voir Vaka (homonymie).

a Compétitions nationales et continentales officielles uniquement.

Dernière mise à jour le 29 novembre 2017.
Saïmoni Vaka, né le 2 juin 1987 à Suva, est un joueur fidjien de rugby à XV qui évolue au poste d'ailier ou de centre.

## Carrière
Saïmoni Vaka intègre le centre de formation d'Agen à l'âge de 19 ans. Il dispute six saisons avec le SUA, inscrivant 37 essais. Après la relégation du club en Pro D2, il signe à Bayonne. Une succession de graves blessures l'empêche d'enchaîner les matchs et son contrat n'est pas renouvelé en 2015. Il suit une rééducation dans un centre spécialisé pour sportifs blessés à Toulouse puis signe à Biarritz après une période de tests physiques pour le saison 2016/2017. Il est non conservé en juin 2017.

## En club
- 2006-2013 : SU Agen
- 2013-2015 : Aviron bayonnais
- 2015-2016 : Sans club
- 2016-2017 : Biarritz olympique

## Palmarès
- Champion de France de ProD2 en 2009-2010 avec Agen.
- Meilleur marqueur d'essai du SU Agen  en 2010-2011 avec 6 essais marqués.